# Vol Aeroflot 4225
Le vol Aeroflot 4225 était un vol intérieur régulier de passagers, assuré par un Tupolev Tu-154B-2, entre l'aéroport d'Alma-Ata au Kazakhstan soviétique et l'aéroport de Simferopol en Ukraine soviétique. Le 8 juillet 1980, l'avion atteignit une altitude n’excédant pas 500 pieds quand la vitesse baissa soudainement en raison des courants thermiques rencontrés pendant la montée, provoquant le décrochage de l'avion à moins de 5 km de distance de l’aéroport. L’écrasement et le feu, tua les 156 passagers et 10 membres d'équipage à bord. À cette date, c’était l’accident aérien qui fit le plus grand nombre de morts au Kazakhstan.

## L'accident
Au moment de l'accident, Alma-Ata subissait une canicule. Il était environ 00h39 lorsque le vol 4227 décolla de l'aéroport d'Alma-Ata au Kazakhstan soviétique. Seulement quelques secondes après le décollage, le vol atteignit 500 pieds. Le temps n’était pas favorable au vol; l'avion atteignit une zone d'air chaud, puis la vitesse de l'avion soviétique chuta de façon spectaculaire et l’appareil fut pris dans un grand courant descendant. Le Tupolev décrocha et chuta, le nez vers le bas, droit sur une ferme près de la banlieue d'Alma-Ata. Il glissa dans un ravin, prit feu et se désintégra, tuant tout le monde à bord.

## L’enquête
Le bureau d’enquête de l’aviation soviétique conclut que l'accident avait été causé par le cisaillement du vent qui avait eu lieu alors que l'avion était près de sa masse maximale au décollage pour les conditions locales qui incluaient des montagnes.